# Liste der australischen Botschafter in Argentinien
Die australische und die argentinische Regierung vereinbarten im Dezember 1959 die wechselseitige Einrichtung von Auslandsvertretungen.
Die argentinische Regierung eröffnete 1962 in Sydney eine Botschaft.
Der Botschafter in Buenos Aires ist regelmäßig auch bei den Regierungen in Montevideo und Asunción akkreditiert.
Die Adresse der Botschaft ist Villanueva 1400, Buenos Aires, früher war die Adresse 8. Stock des Swissair Building at 846 Santa Fé Ave. Buenos Aires.
| Ernannt       | Akkreditiert | Name                   | Bemerkungen                                                                           | ernannt während der Regierung von | akkreditiert während der Regierung von | Posten verlassen |
| ------------- | ------------ | ---------------------- | ------------------------------------------------------------------------------------- | --------------------------------- | -------------------------------------- | ---------------- |
| 25. Mai 1962  |              | Harold William Bullock | Geschäftsträger (* 28. Dezember 1939; † 18. März 1995)                                | Robert Menzies                    | Arturo Umberto Illia                   |                  |
| 11. Jan. 1964 |              | Kevin Thomas Kelly     |                                                                                       | Harold Holt                       | Juan Carlos Onganía                    | 1966             |
| 10. Feb. 1967 |              | Dan Mackinnon          |                                                                                       | John McEwen                       | Juan Carlos Onganía                    | 1970             |
| 1. Juli 1970  |              | Harold William Bullock | 1973 Hochkommissar für Fiji und Western Samoa                                         | John Gorton                       | Roberto Marcelo Levingston             | 1973             |
| 1973          |              | Hugh Alexander Dunn    | war zeitgleich in La Paz un Montevideo akkreditiert, 1969–1972: Botschafter in Taiwan | Gough Whitlam                     | Héctor José Cámpora                    |                  |
| 1980          |              | Malcolm Dan            |                                                                                       | Malcolm Fraser                    | Jorge Rafael Videla                    | 1984             |
| 12. Dez. 1985 |              | Keith Douglas-Scott    |                                                                                       | Bob Hawke                         | Raúl Alfonsín                          | 1988             |
| 1996          | Apr. 1996    | Warwick Weemaes        |                                                                                       | John Howard                       | Carlos Menem                           |                  |
| 23. Dez. 1997 | März 1998    | Martine Letts          | [ 2 ]                                                                                 | John Howard                       | Carlos Menem                           |                  |
| 18. Juli 2000 | Sep. 2000    | Sharyn Minahan         | [ 3 ]                                                                                 | John Howard                       | Fernando de la Rúa                     |                  |
| 15. Juni 2004 | Aug. 2004    | Peter Hussin           | [ 4 ]                                                                                 | John Howard                       | Néstor Kirchner                        |                  |
| 16. Juni 2008 | Sep. 2008    | John Richardson        | [ 5 ]                                                                                 | Kevin Rudd                        | Cristina Fernández de Kirchner         | 2015             |
| 13. Sep. 2011 | Nov. 2011    | Patricia Holmes        | [ 6 ]                                                                                 | Julia Gillard                     | Cristina Fernández de Kirchner         | 2015             |